# 牧野かなり
牧野 かなり（まきの かなり、1973年1月1日 - ）は、日本のAV女優。
現在は引退している。

## 作品

### アダルトビデオ
1992年
- レズビアン倶楽部 3(1992/10)
- むしゃぶりたいの(1992/11)
- ランジェリーの隙間から・・・(1992/11/28)
- お尻にドッキン!(1992/12/1)
- 人妻みだら欲情
- セクシーバイブレーション
- ボディコンフルート はちきれた桃の裂け目
- 先生の花びら見たい吸いたい？
- グラマラスな誘惑

1993年
- 女校生緊縛図鑑02 お姉さまが教えてあげる(1993/2/20)
- 愛欲の午後(1993/7)
- S＆Mコレクション'93 ザ・ロープハンティング 6
- インモラル天使.07
- 採集された乙女たち4
- 狂虐の初夜
- 美女連続レイプ

1994年
- なめてあげる(1994/1)
- 爆乳 Fカップコレクション(1994/7)
- 裏女尻８
- ベスト・オブ・インモラル天使 (2)

1995年
- SM 屈辱の花嫁達(1995) (オムニバス)

1996年
- 素人AV志願昇天恥態(1996/8/1)

1998年
- 下着伝説(1998/01/01)
- 縄奉仕伝説 3

1999年
- 放課後の天使たち (5) レイプ&SMスペシャル

2002年
- インモラル天使EX(2002/10/25)
- ノーカット4時間！！ 裏女尻 2(2002/11/29)

2004年
- インモラル天使 File3(2004/04/23)

2009年
- アクリーチェ 蘇る伝説の女優たち Vol.8

年代不明
- 愛欲の午後
- 一日亭主関白
- 高級オナペット倶楽部 5 特集!となりのお姉さん伝説
- 雪村春樹ボンデージカタログ全集1　縄奉仕・縄調教編(オムニバス)
- 先生のいたずら悪戯
- 猥褻服従